# Ulica Bernarda Pretficza we Wrocławiu

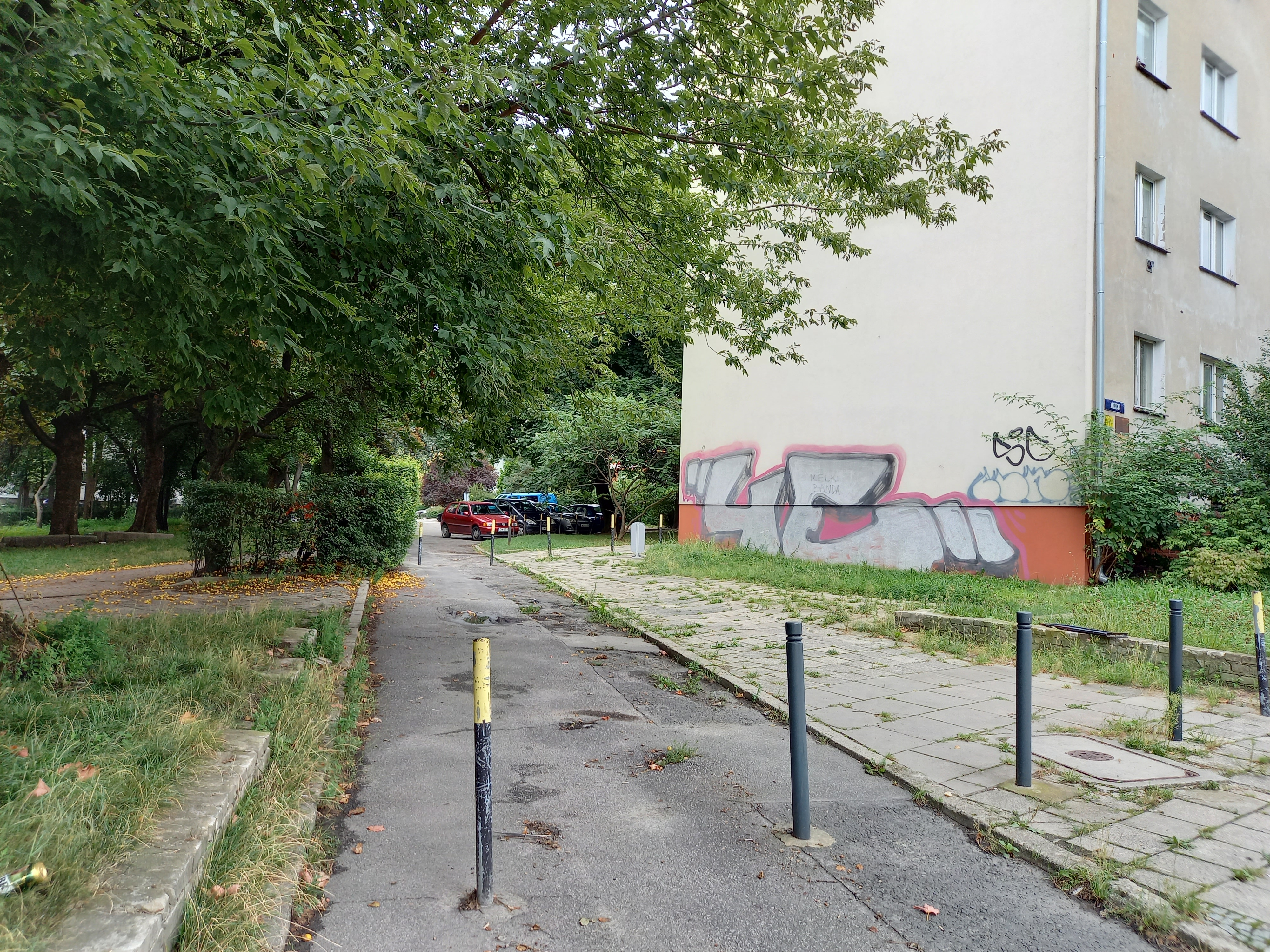
Odcinek końcowy

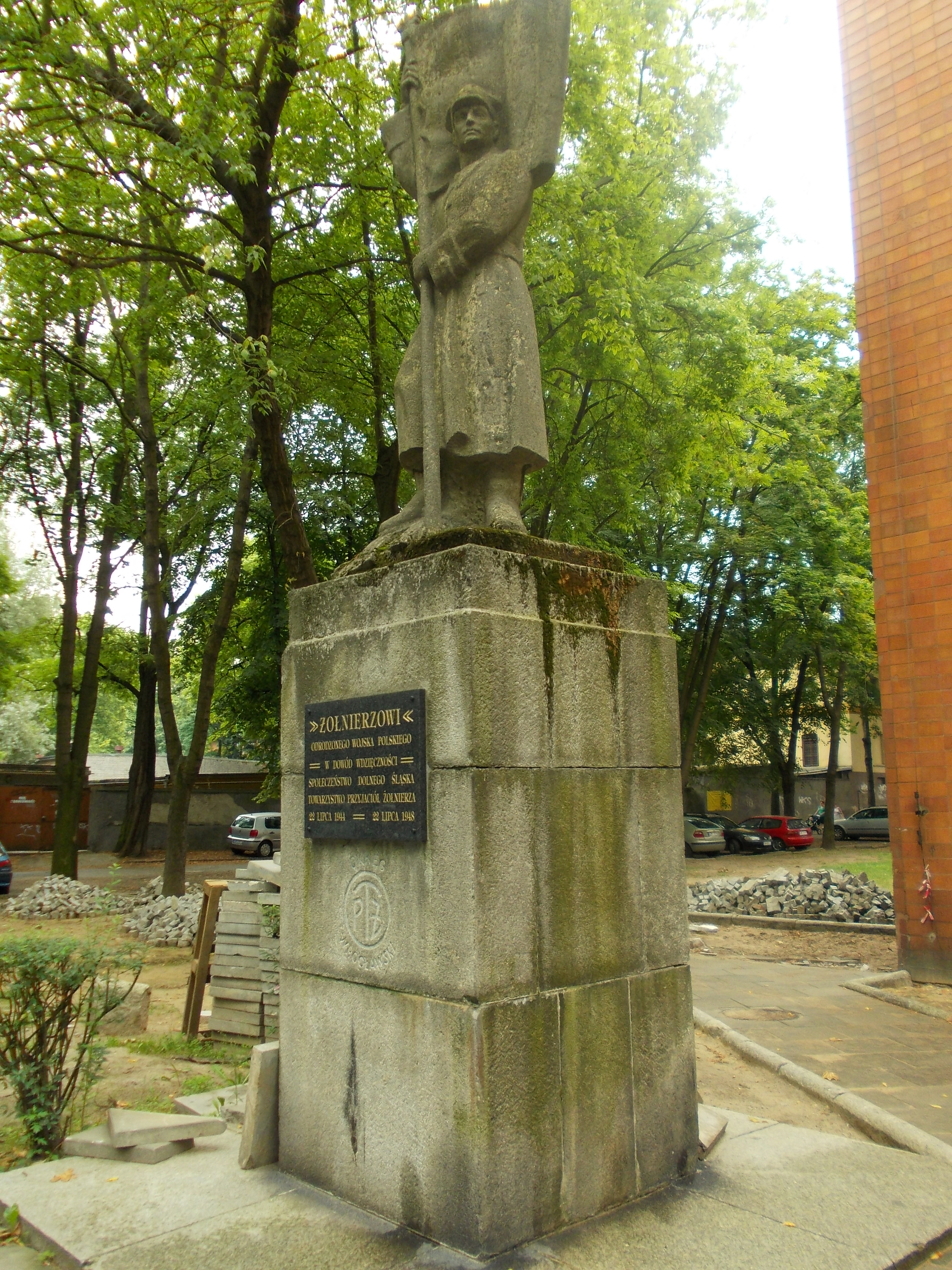
Pomnik Zwycięstwa Żołnierza Polskiego

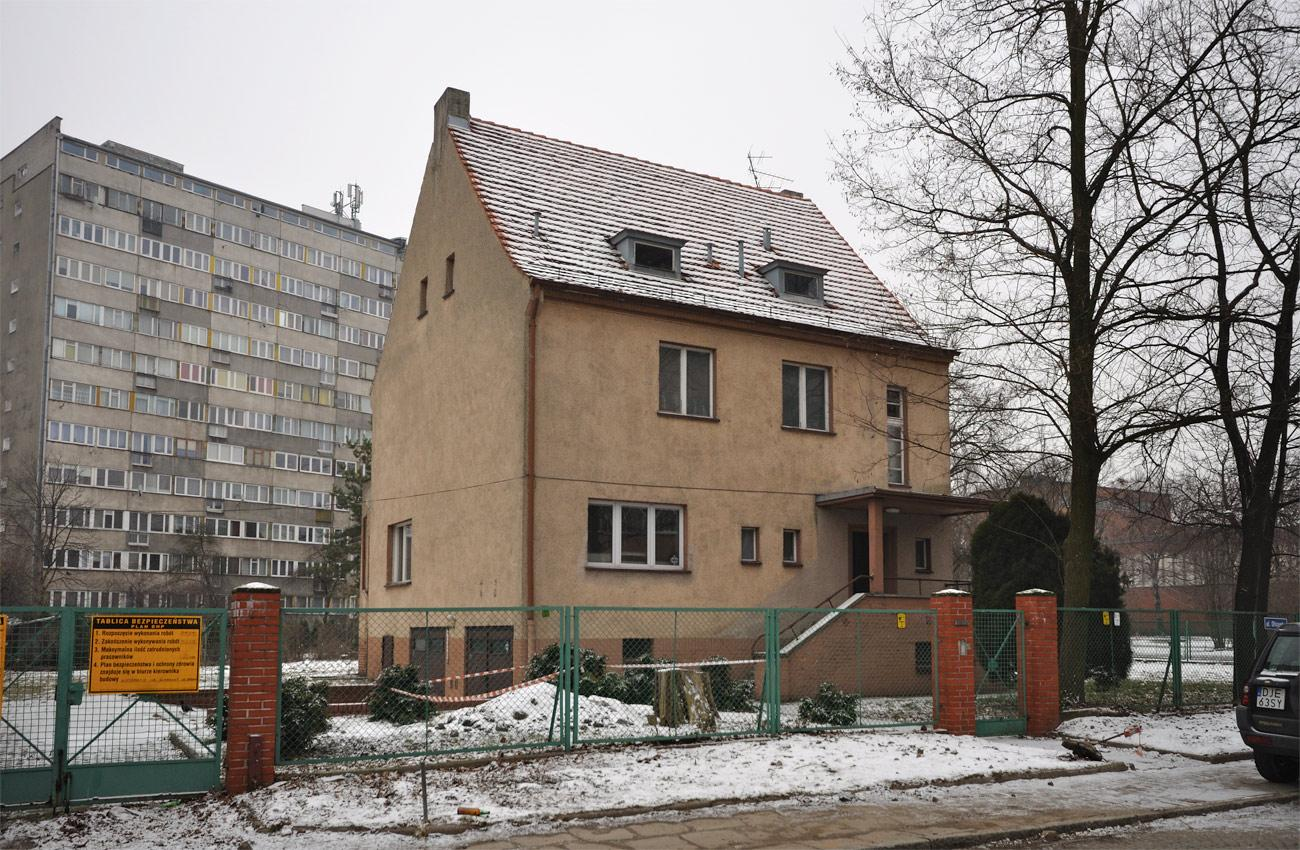
Ul. Oficerska 12 (przed rozbiórką)

Ulica Bernarda Pretficza – ulica położona we Wrocławiu na samorządowym osiedlu Powstańców Śląskich, w obszarze osiedla Dworek, w dawnej dzielnicy Krzyki, oraz na osiedlu Gajowice, w dawnej dzielnicy Fabryczna. Biegnie od ulicy Powstańców Śląskich do Ulicy Mieleckiej. Przypisana jest do niej droga gminna o długości 910 m oraz działki o statusie drogi wewnętrznej. Przy ulicy położony jest budynek dawnego Urzędu Finansowego, współcześnie siedziba Zakładu Ubezpieczeń Społecznych i inne obiekty związane, oraz budynek Generalnej Komendantury, obecnie Gmach Inspektoratu Wsparcia Sił Zbrojnych, wpisane do rejestru zabytków oraz budynki i inne obiekty, zespoły i założenia przestrzenne wpisane do gminnej ewidencji zabytków. Ponadto ulica na całej swojej długości przebiega przez obszar dzielnicy Południe również podlegający ochronie w ramach gminnej ewidencji zabytków szczególnie w zakresie historycznego układu urbanistycznego.

## Historia
Historia obszaru przez który przebiega ulica Bernarda Pretficza to historia Dworka i Gajowic, dla których ważną datą jest rok 1868, kiedy to zostały one włączone w granice miasta. Początkowo istniały dwie główne drogi biegnące z Wrocławia na południe przez omawiany obszar. Był to trakt świdnicki oraz droga do wsi Gajowice.
W roku 1815 na terenie, który współcześnie otoczony jest ulicami: Bernarda Pretficza, Gajowicką, Sztabową i Wróblą, założono dla Gajowic cmentarz ewangelicki parafii św. Marii Magdaleny, później cmentarz komunalny. Już w 1937 przygotowano plan jego likwidacji i urządzenia na pozyskanym terenie parku. Nie został on jednak zrealizowany, a cmentarz istniał jeszcze po II wojnie światowej. Jego likwidację przeprowadzono w 1958 r., kiedy to przekształcono go w skwer. Swoją nazwę jako park im. gen. Mariana Langiewicza uzyskał w 2013 r. Z kolei przy początku ulicy już w 1822 r. na terenie mieszczącym się współcześnie pomiędzy ulicą Powstańców Śląskich, Sztabową i Bernarda Pretficza powstało założenie ogrodowe oraz établissement nazwane od nazwiska właściciela – établissement Friebeberg (Górka Ferbiego).
W 1874 r. powstał projekt ulicy na śladzie traktu świdnickiego (dzisiejsza ulica Powstańców Śląskich). Z kolei w latach 70. XIX wieku powstał plan utworzenia placu (dzisiejszy plac Powstańców Śląskich), ale po różnych zmianach do realizacji przyjęto dopiero projekt z 1880 r. Alexandra Kaumanna i Augusta Hoffmanna, przewidujący budowę okrągłego placu o średnicy 220 m. Jego budowę przeprowadzono około 1896 r., przy czym w oparciu o projekt H. Richtera w 1898 r. urządzono skwer o kompozycji krajobrazowej. W ten sposób powstał okrągły plac z rozchodzącymi się od niego promieniście sześcioma ulicami, dla którego osią całego założenia jest ulica Powstańców Śląskich, a oprócz niej (Kaiser Wilhelm Strasse) przez plac przebiegały jeszcze dwie ważne arterie komunikacyjne: ulica Sudecka i ulica Zaporoska (ówcześnie jedna ulica Hohenzollernstrasse) oraz ulica Kamienna (Steinstrasse) wraz ulicą Bernarda Pretficza (Hardenbergstrasse).
W 1901 r. istniały już drogi, na śladzie których powstałą dzisiejsza ulica, na odcinku od placu do ulicy Łączności oraz od ulicy Gajowickiej w kierunku zachodnim. Natomiast pomiędzy ulicą Łączności a ulicą Gajowicką (Gabitz Strasse), układ dróg jest inny w porównaniu z dzisiejszym. Są to jeszcze drogi bez nadanej nazwy. Na południe od pierwszego z odcinków znajdował się établissement Friebeberg, a przy początku drugiej z wymienionych dróg w miejscu współczesnego parku istniał cmentarz Gabitzer Friedhof. W latach 20. – 30. XX wieku ulica miała już przebieg zgodny ze współczesnym. Oprócz wcześniej wymienionych obiektów, istnieją przy ulicy już także między innymi Landes Finantzamt – Urząd Finansowy (obecnie siedziba Zakładu Ubezpieczeń Społecznych), Pädagog Akademie – Akademia Pedagogiczna i Komenda Garnizonu w zespole koszar (obecnie Klub Oficerski „Oko” Inspektoratu Wsparcia Sił Zbrojnych), Stabs Gebäude – Generalna Komendantura (obecnie gmach Inspektoratu Wsparcia Sił Zbrojnych / sąd wojskowy), Schüler Gärten, a sama ulica (podobnie jak przecznice) ma już nadaną nazwę Hardenberg Strasse. Natomiast jeszcze w 1932 r. zachodni kraniec ulicy pozostawał niemal całkowicie niezabudowany.
Przy ulicy Bernarda Pretficza 11, otoczony także ulicą Łączności od strony zachodniej i ulicą Energetyczną od strony wschodniej znajduje się zespół zabudowy dawnego Urzędu Finansowego (Krajowego Urzędu Skarbowego) zbudowany w latach 1924–1929 (1925 r., 1925-1927) zgodnie z projektem sporządzonym przez architekta Josepha Alleschera. Oprócz samych budynków na wewnętrznym dziedzińcu okazałego gmachu urządzono modernistyczny ogród. Po II wojnie światowej swoją siedzibę znalazł tu Zakład Ubezpieczeń Społecznych we Wrocławiu.
W 1928 r. na terenie pomiędzy ulicą Gajowicką, Sztabową i Bernarda Pretficza zbudowano według projektu z 1927 r. Otto Salvisberga kompleks budynków (budowa trwała 85 dni, a prowadzona była pod kierunkiem wrocławskich architektów: Paula i Fritza Röderów), w których mieściła się Generalna Komendantura, obejmująca dowództwo i sztab VIII Śląskiego Korpusu Reichswehry. Po 1935 r. był to siedziba Wehrmachtu w zespole koszar wojskowych  . Po II wojnie światowej w 1946 r. obiekty przejął Śląski Okręg Wojskowy . Działały tu między innymi takie instytucje wojskowe jak Sztab Śląskiego Okręgu Wojskowego, Inspektorat Wsparcia Sił Zbrojnych, sąd wojskowy. Nieco bardziej na wschód pomiędzy opisaną zabudową a ulicami: Sztabową, Łączności oraz Bernarda Pretficza już w latach 1929–1932 na podstawie projektu Rudolfa Fernholz zbudowano w tym zespole koszar kolejny zespół budynków dla Akademii Pedagogicznej i Komenda Garnizonu przy ulicy Bernarda Pretficza 24. Wokół modernistycznej zabudowy zrealizowano, częściowo zachowane, założenia zieleni. Po II wojnie światowej mieścił się tu klub oficerski, w tym kino „Oko”, a współcześnie Klub Oficerski „Oko” Inspektoratu Wsparcia Sił Zbrojnych . Po 1928 r. na skwerze przed opisanym budynkiem ustawiono Pomnik Helmutha von Moltkego. Obiekt ten powstał w 1899 r. i był pierwotnie ustawiony przy ul. Powstańców Śląskich. Współcześnie nie istnieje, ale na jego miejscu w 1948 r. odsłonięto Pomnik Zwycięstwa 1945 (Pomnik Zwycięstwa Żołnierza Polskiego).
W wyniku działań wojennych prowadzonych w trakcie II wojny światowej podczas oblężenia Wrocławia z 1945 r. część zabudowy uległa zniszczeniu, a część pozostała zachowana lub nadawała się do remontu lub odbudowy . Na wolnych terenach powstałych po usunięciu zniszczonych obiektów zaplanowano po wojnie budowę nowych osiedli mieszkaniowych, przy czym w rejonie Bernarda Pretficza są to budynki wkomponowane w istniejącą zabudowę przedwojenną. I tak nowa zabudowa przy zachodnim odcinku ulicy na osiedlu Gajowice powstała w ramach realizacji osiedla mieszkaniowego „Gajowice”, które realizowane było w latach 1960–1970. Takie budynki to między innymi punktowce pod numerami 49, 51 i 53 usytuowane swobodnie na tle budynku plombowego przy ulicy Kruczej od numeru 84 do 100b. Natomiast przy wschodnim odcinku ulicy powstała rozproszona zabudowa uzupełniająca istniejącą tkankę miejska w ramach osiedla mieszkaniowego „Południe”, przy czym w tej części realizowane było osiedle „Celina” z lat 1964–1974, w tym między innymi budynek pod numerami 3–5a, a także przy ulicy Łączności 11–13 (także: Osiedle Powstańców Śląskich).
Pomiędzy marcem 2011 r. a lutym 2012 r. na narożniku ulicy Bernarda Pretficza i ulicy Oficerskiej (na posesji o adresie ulica Oficerska 12) zbudowano pięciokondygnacyjny budynek mieszkalny Park Avenue, po rozbiórce posadowionego tu niegdyś budynku jednorodzinnego. Nowa zabudowa powstała także pod numerami 40a–40m (budynek mieszkalny firmy Mój Dom z 2003 r.) i 54a–54c (budynek mieszkalno-usługowy Spółdzielni Mieszkaniowej Metalowiec). W latach 2013–2014 w parku zamontowano nowe oświetlenie. Wartość tej inwestycji wyniosła 253 950.00 zł. Z kolei w 2021 r. przeprowadzono rewitalizację parku obejmującą między innymi przebudowę ciągów komunikacyjnych z budową ramp oraz doposażenie w elementy małej architektury takie jak ławki, kosze na odpady i stojaki rowerowe. Inwestycja kosztowała 789 000.00 zł.

## Nazwa
W swojej historii ulica nosiła następujące nazwy:
- Hardenberg Strasse, do 1946 r.[19][23]
- Bernarda Pretficza, od 1946 r.[9][23][56]

Niemiecka nazwa ulicy Hardenberg Strasse upamiętniała księcia Karla Augusta von Hardenberg (urodzonego 31.05.1750 r. w Essenrode koło Hanoweru, zmarłego 26.11.1822 r., w Genui). Był on pruskim ministrem w czasach przeprowadzania w tym kraju reform. Współczesna nazwa ulicy – ulica Bernarda Pretficza – została nadana przez Zarząd Wrocławia i ogłoszona w okólniku nr 12 z 7.03.1946 r. Upamiętnia Bernarda Pretficza (urodzonego około 1500 r, zmarłego przed 12.01.1564 r.). Był on starostą barskim i trembowelskim. Od 1535 r. był rotmistrzem obrony potocznej. Jako zagończyk wsławił się walkami z Tatarami.

## Droga
Ulica Bernarada Pretficza obejmuje między innymi drogę, która jest drogą publiczną o nadanej kategorii drogowej – droga gminna. Drodze tej został nadany numer 105612D (numer ewidencyjny G1056120264011). Jej długość wynosi 910 m. Ta droga łączy ulicę Powstańców Śląskich z ulicą Mielecką, przy czym końcowy odcinek jest deptakiem. Przypisuje się jej funkcję łącznika międzyosiedlowego. Jest drogą jednojezdniową z wyjątkiem krótkiego odcinka od ulicy Wróblej do drogi wewnętrznej (tj. przy numerach 34–38 po stronie południowej i 41–45 po stronie północnej), w ramach którego jest dwujezdniowa. Ponadto przy odcinku ulicy od placu do ulicy Łączności po stronie południowej od jezdni znajduje się równoległa droga dojazdowa do położonych tu posesji. Nawierzchnia ulicy na znacznej długości jest brukowana z granitowej kostki kamiennej, tj. na odcinku od placu Powstańców Śląskich do ulicy Gajowickiej i od ulicy Wróblej do drogi wewnętrznej na wyżej opisanym odcinku dwujezdniowym. Natomiast na odcinku od ulicy Gajowickiej do ulicy Wróblej nawierzchnię wykonano z masy bitumicznej, za opisaną drogą dwujezdniową jako brukowaną z kostki betonowej i na końcowym odcinku deptaku przy ulicy Mieleckiej z masy bitumicznej. Teren, przez który przebiega, leży na wysokości bezwzględnej od około 122,5 do 124,0 m n.p.m.. Pola powierzchni działek gruntu, na których położona jest droga gminna przypisana do ulicy, wynoszą odpowiednio: 6724 m², 7715 m² i 6910 m², co łącznie daje 21 349 m². Droga ta w niemal całości objęta jest strefą ograniczenia prędkości do 30 km/h. Wyjątkiem są skrzyżowania z placem Powstańców Śląskich i Gajowicką. Wskazana jest w ramach tej strefy dla ruchu rowerowego.
Ponadto ulica obejmuje inne drogi oraz działki gruntu należące do gminy i pozostające w zarządzie, ale mające status dróg wewnętrznych.

## Układ drogowy
Ulica ta biegnie od ulicy Powstańców Śląskich do Ulicy Mieleckiej i łączy się z następującymi drogami:
| powiązanie                    | kierunek                                                                                    | droga                                                                                       | nr drogi | foto | objaśnienia |
| ----------------------------- | ------------------------------------------------------------------------------------------- | ------------------------------------------------------------------------------------------- | -------- | ---- | --- |
| skrzyżowanie                  | ← →                                                                                         | plac Powstańców Śląskich                                                                    | 105810D  |      | od lewego dołu i dalej w prawo: ulica Powstańców Śląskich, ulica Zaporoska, ulica Bernarda Pretficza, ulica Powstańców Śląskich, ulica Sudecka, ulica Kamienna |
|                               | →                                                                                           | ulica Powstańców Śląskich funkcja zbiorcza, główny korytarz tramwajowy, główna rowerostrada | 105809D  |      | od lewego dołu i dalej w prawo: ulica Powstańców Śląskich, ulica Zaporoska, ulica Bernarda Pretficza, ulica Powstańców Śląskich, ulica Sudecka, ulica Kamienna |

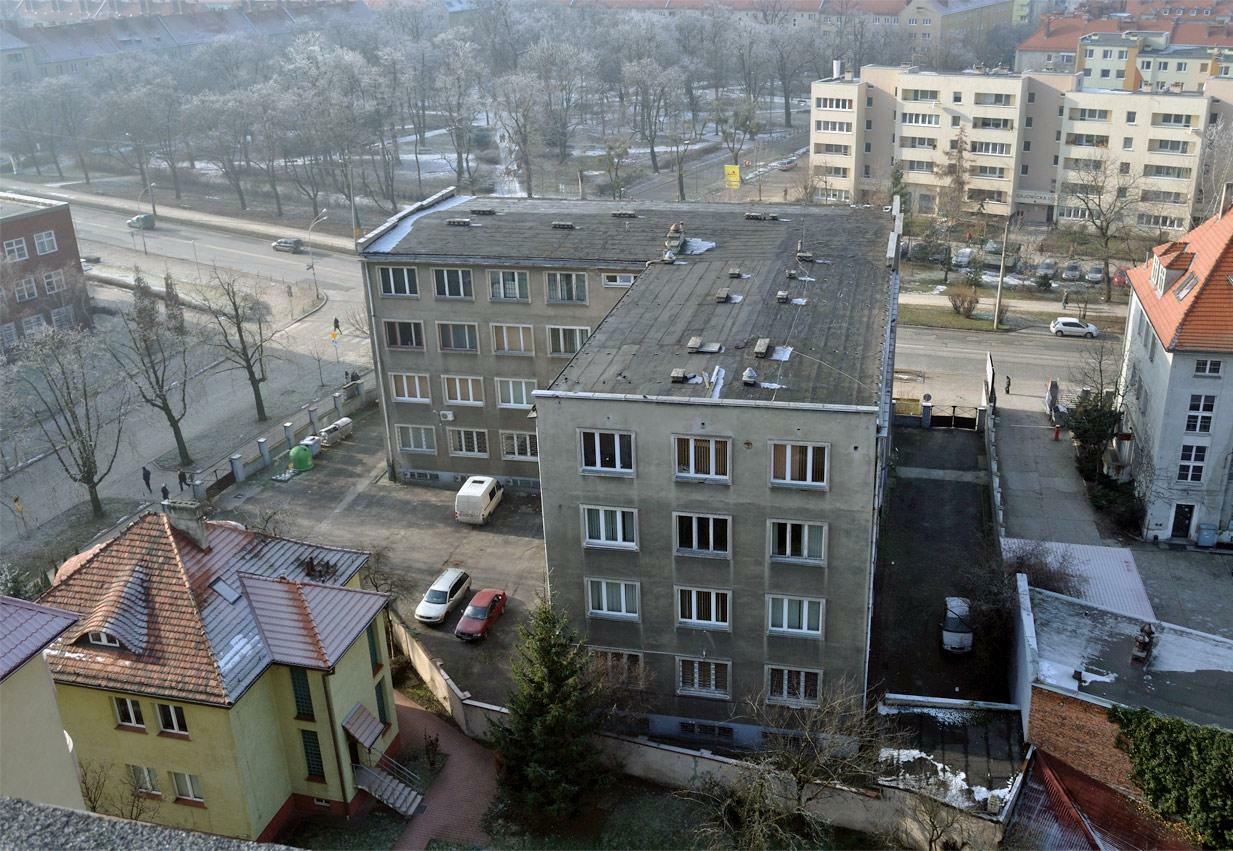
Ul. Gajowicka 118–120

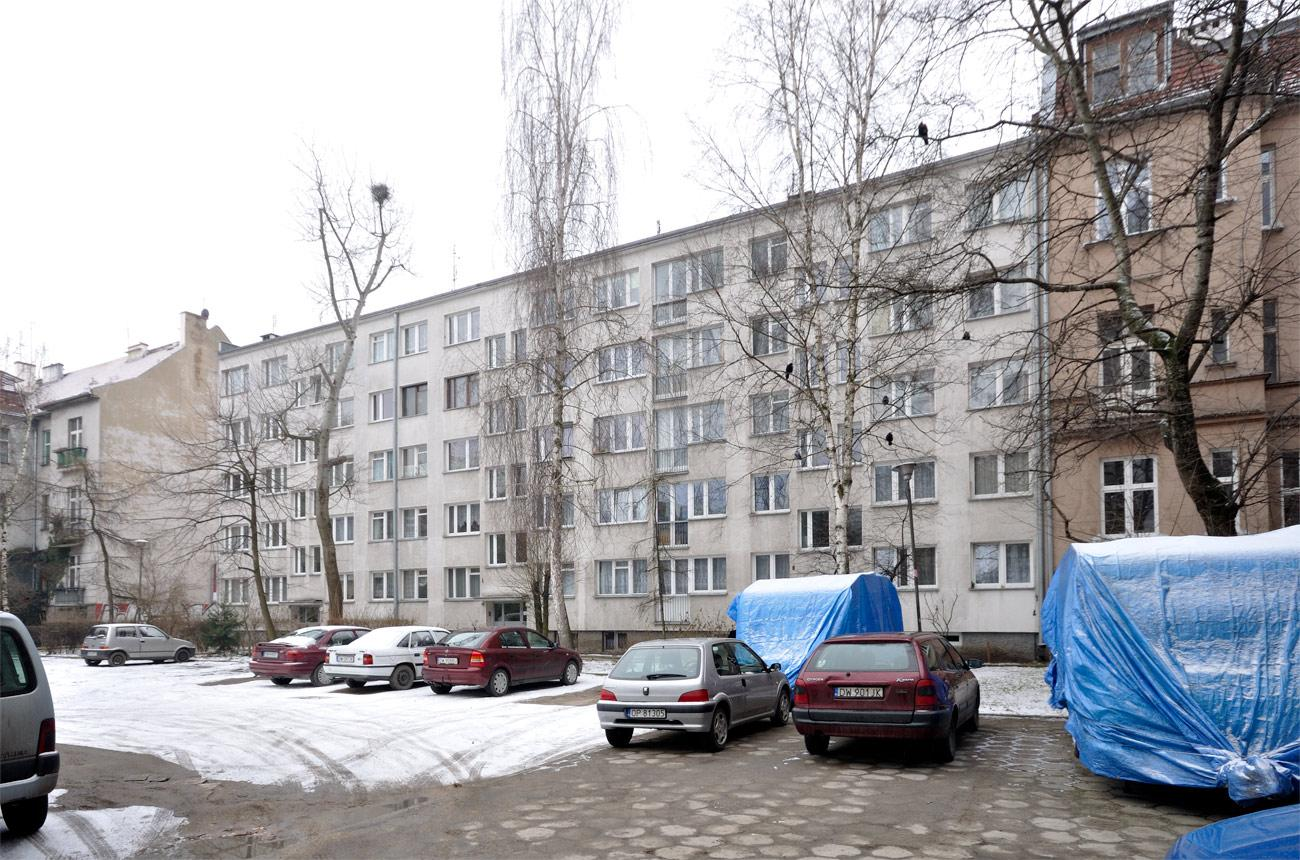
Ul. B. Pretficza 3–5

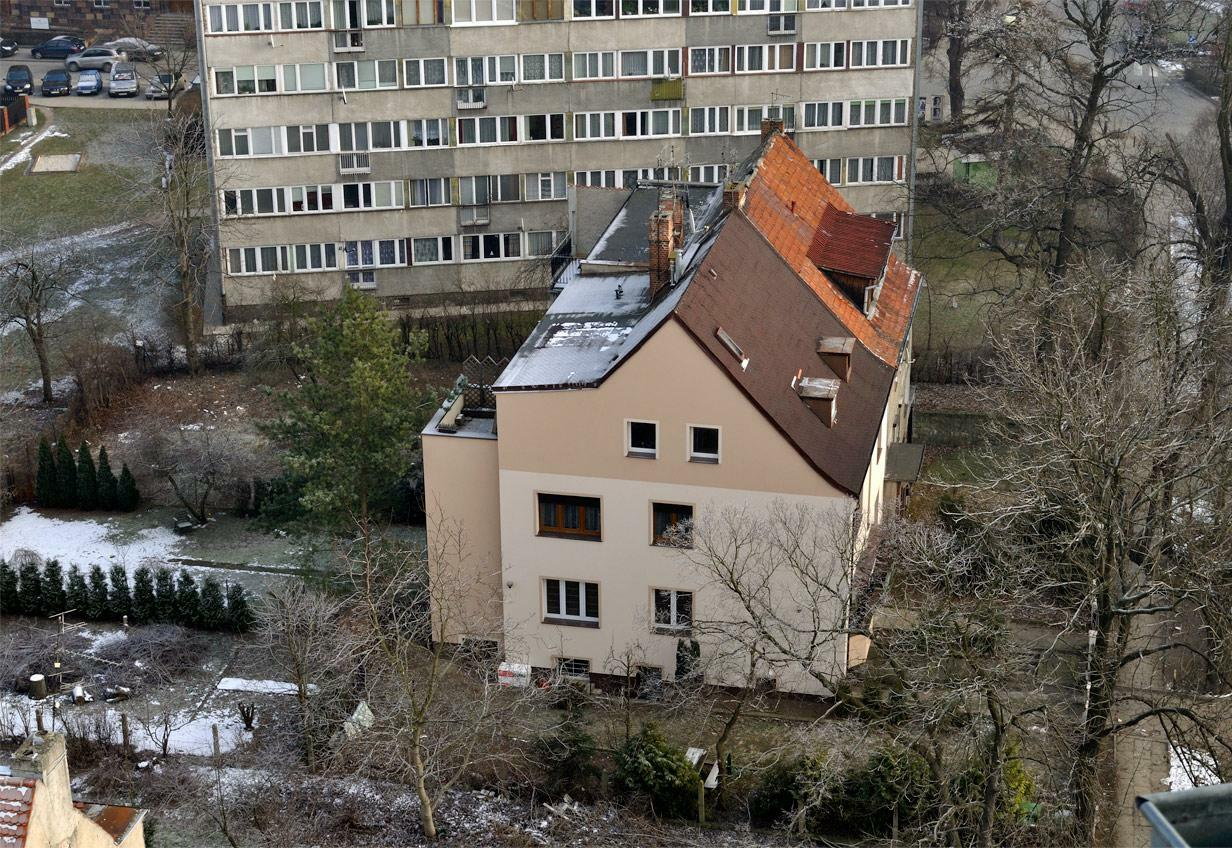
Ul. B. Pretficza 15–17

| →                             | ulica Sudecka                                                                               | 105804D                                                                                     |          |      | od lewego dołu i dalej w prawo: ulica Powstańców Śląskich, ulica Zaporoska, ulica Bernarda Pretficza, ulica Powstańców Śląskich, ulica Sudecka, ulica Kamienna |
| →                             | ulica Kamienna                                                                              | 105790D                                                                                     |          |      | od lewego dołu i dalej w prawo: ulica Powstańców Śląskich, ulica Zaporoska, ulica Bernarda Pretficza, ulica Powstańców Śląskich, ulica Sudecka, ulica Kamienna |
| →                             | ulica Powstańców Śląskich funkcja zbiorcza, główny korytarz tramwajowy, główna rowerostrada | 105809D                                                                                     |          |      | od lewego dołu i dalej w prawo: ulica Powstańców Śląskich, ulica Zaporoska, ulica Bernarda Pretficza, ulica Powstańców Śląskich, ulica Sudecka, ulica Kamienna |
| →                             | ulica Zaporoska                                                                             | 105826D                                                                                     |          |      | od lewego dołu i dalej w prawo: ulica Powstańców Śląskich, ulica Zaporoska, ulica Bernarda Pretficza, ulica Powstańców Śląskich, ulica Sudecka, ulica Kamienna |
| deptak                        | →                                                                                           | ciąg pieszo-rowerowy                                                                        |          |      | |
| włączenie do drogi publicznej | ←                                                                                           | sięgacz (droga wewnętrzna)                                                                  |          |      | |
| skrzyżowanie                  | ←                                                                                           | ulica Energetyczna                                                                          | 105462D  |      | |
| wjazd/wyjazd                  | ←                                                                                           | parking                                                                                     |          |      | |
| skrzyżowanie                  | ←                                                                                           | ulica Łączności                                                                             | 105545D  |      | |
| skrzyżowanie                  | ←                                                                                           | ulica Oficerska                                                                             | 105576D  |      | |
| skrzyżowanie                  | ← →                                                                                         | ulica Gajowicka funkcja zbiorcza, główny korytarz tramwajowy, główna rowerostrada           | 105818D  |      | w dół po prawej i w górę po lewej |
| włączenie do drogi publicznej | ←                                                                                           | parking (droga wewnętrzna)                                                                  |          |      | po prawej |
| włączenie do drogi publicznej | ←                                                                                           | parking (droga wewnętrzna)                                                                  |          |      | |
| skrzyżowanie                  | ←                                                                                           | ulica Wróbla                                                                                | 106337D  |      | |
| skrzyżowanie                  | →                                                                                           | ulica Wróbla                                                                                | 106337D  |      | |
| włączenie do drogi publicznej | ← →                                                                                         | sięgacz oraz dojazd (droga wewnętrzna)                                                      |          |      | |
| włączenie do drogi publicznej | ←                                                                                           | sięgacz (droga wewnętrzna)                                                                  |          |      | |
| włączenie do drogi publicznej | →                                                                                           | droga wewnętrzna                                                                            |          |      | |
| deptak                        | ← →                                                                                         | ulica Mielecka                                                                              | 106395D  |      | w lewo i w prawo |

## Położenie i otoczenie
Ulica Bernarda Pretficza przebiega w swoim wschodnim, początkowym odcinku o niższych numerach adresowych (od 3 do 23 i od 4 do 28), przez teren osiedla Dworek, współcześnie stanowiącego część samorządowego osiedla Powstańców Śląskich, w dawnej dzielnicy Krzyki, a w dalszym odcinku zachodnim, przy którym znajdują się posesje o wyższych numerach porządkowych (od 37 do 53 i od 34 do 54d), przez obszar osiedla Gajowice, w dawnej dzielnicy Fabryczna. Obszary obu osiedli należą do jednostki urbanistycznej Śródmieście Południowe.
Część miasta, przez którą przebiega ulica, zaliczana jest do obszarów zabudowy śródmiejskiej, położonych w centralnej jego części, których źródło układu urbanistycznego i zagospodarowania oparte jest na funkcjach mieszanych sięgających XIX wieku lub okresów wcześniejszych. Takie obszary cechują się dużą gęstością zaludnienia oraz dużą intensywnością wykorzystania terenu. Sam układ urbanistyczny oparty jest na blokach urbanistycznych wykreowanych w oparciu o kwartały uliczne z funkcją reprezentacyjną skierowaną na zewnątrz bloku i funkcją użytkową skierowaną do wnętrza takiego bloku. Pierwotnie dominująca jest zabudowa pierzejowa wzdłuż ulic, choć późniejsza zabudowa powstała na wolnych terenach po usunięciu zniszczonych podczas II wojny światowej obiektów często zrywa z takim układem rozmieszczenia budynków. W ramach zabudowy oprócz funkcji mieszkalnej występują także obiekty handlowe, usługowe i inne obiekty, w tym użyteczności publicznej. Są to więc obszary o silnie wykształconym i zróżnicowanym systemie funkcjonalno-przestrzennym, zaopatrzone w infrastrukturę społeczno-usługową.
Ulica przebiega przez obszary o zróżnicowanym dostępie do infrastruktury komunikacyjnej miasta. I tak odcinek zachodni ma wyjątkowo korzystny dostęp do tej infrastruktury, środkowy ma bardzo korzystny dostęp, a końcowy tylko zadowalający.

## Zabudowa i zagospodarowanie
Zróżnicowana zabudowa przy ulicy Bernarda Pretficza obejmuje budynki mieszkalne, w tym wille (przedwojenne oraz powojenne), wieloklatowe domy wielorodzinne (współczesne oraz przedwojenne), punktowce, budynki mieszkalno-usługowe i stricte hadnowo-usługowe, a także okazałe gmachy należące do różnych instytucji, w tym Zakładu Ubezpieczeń Społecznych i wojska. W budynku przy skrzyżowaniu z ulicą Gajowicką (o adresie ulica Gajowicka 118–120) znajduje się Wojskowe Centrum Rekrutacji we Wrocławiu. Zabudowa ta nie przekracza 25 m wysokości przy odcinku wschodnim do ulicy Gajowickiej i do 18 m wysokości przy odcinku zachodnim od ulicy Gajowickiej do końca ulicy. Zagospodarowanie obszaru zawartego pomiędzy ulicą Bernarda Pretficza oraz ulicami: Gajowicką, Kruczą, Jantarową i Łączności, uznawane jest za zakłócenie wynikające z dysharmonii położonych tu obiektów budowlanych. Oprócz wspomnianej zabudowy śródmiejskiej znajdują się tu niewielkie formy zieleni obszarowej, z której największą jest Park gen. Mariana Langiewicza. Przy ulicy pod numerem 37 znajduje się sklep sieci Biedronka.

## Zieleń
Obszary przez które przebiega ulica zaliczane są do terenów o bogatym systemie zieleni. W jego skład wschodzą skwery, zieleń półprywatna towarzysząca zabudowie mieszkaniowej, przyuliczne szpalery oraz historyczne założenia dawnych ogrodów i cmentarzy. Przy samej ulicy urządzone są szpalery drzew. W rejonie ulicy Bernarda Pretficza znajdują się następujące tereny zieleni urządzonej:
| Obiekt                                                                                      | Powierzchnia, uwagi                                          | foto |
| ------------------------------------------------------------------------------------------- | ------------------------------------------------------------ | ---- |
| teren zieleni – Rondo – Powstańców Śląskich                                                 | 22 069 m²                                                    |      |
| Zieleniec przy ul. Sztabowej – Pretficza (Park przy ul. Sztabowej, Park Tadeusza Różewicza) | 8989 m²                                                      |      |
| układ zieleni – zespół parkowo-ogrodowy z fontanną na terenie ZUS                           |                                                              |      |
| zieleń komponowana – zespół parkowo-ogrodowy, wokół zespołu zabudowy ZUS                    |                                                              |      |
| skwer przy skrzyżowaniu ul. Pretficza i ul. Oficerskiej, parking                            | w ramach działki drogowej oraz na działce klubu oficerskiego |      |
| Park gen. Mariana Langiewicza ważne założenie zieleni                                       | 13 856 m²                                                    |      |
| zieleń międzyblokowa przy ul. Wróbla                                                        |                                                              |      |
| wnętrze przy ul. Kruczej                                                                    |                                                              |      |

## Demografia
Ulica przebiega przez kilka rejonów statystycznych o wysokim stopniu zaludnienia przy czym dane pochodzą z 31.12.2022 r.
| Rejon statystyczny nr | Ilość osób zameldowanych | Gęstość zaludnienia [lud./km²] | położenie                                                         |
| --------------------- | ------------------------ | ------------------------------ | ----------------------------------------------------------------- |
| 931510                | 1 023                    | 12 012                         | strona północna od pl. Powstańców Śląskich do ulicy Energetycznej |
| 931480                | 698                      | 8 237                          | strona północna od ulicy Energetycznej do ulicy Gajowickiej       |
| 931760                | 1 063                    | 5 733                          | strona południowa od pl. Powstańców Śląskich do ulicy Gajowickiej |
| 930990                | 1 027                    | 17 339                         | strona północna od ulicy Gajowickiej do ulicy Mieleckiej          |
| 931000                | 1 138                    | 14 825                         | strona południowa od ulicy Gajowickiej do ulicy Mieleckiej        |

## Ochrona i zabytki
Ulica Bernarda Pretficza na całej swojej długości przebiega przez obszar dzielnicy Południe również podlegający ochronie jako założenie przestrzenne w ramach gminnej ewidencji zabytków (rodzaj ochrony: inny). Ochronie podlega w szczególności historyczny układ urbanistyczny dzielnicy. Obszar ten wpisany jest do ewidencji jako historyczny układ urbanistyczny dzielnicy Południe we Wrocławiu, w rejonie alei generała Józefa Hallera i ulic: Powstańców Śląskich, Sztabowej oraz placu Powstańców Śląskich, który był kształtowany począwszy od XIII wieku (wzmianki) oraz od lat 80. XIX wieku do 1945 r. Stan jego zachowania ocenia się na dobry.
Przy ulicy oraz w bezpośrednim sąsiedztwie znajdują się następujące zabytki:
| pozycja | obiekt, położenie | powstanie, nr rej. | fotografia                                    |
| zamknięcie osi widokowej w kierunku wschodnim | zamknięcie osi widokowej w kierunku wschodnim | zamknięcie osi widokowej w kierunku wschodnim                                                                         | zamknięcie osi widokowej w kierunku wschodnim |
| --- | --- | --- | --------------------------------------------- |
| Założenie parkowo-skwerowe park miejski (Rondo) plac Powstańców Śląskich                                                                         | Założenie parkowo-skwerowe park miejski (Rondo) plac Powstańców Śląskich | 1895 r. (projekt 1880 r. Alexander Kaumann i A. Hoffmann) gez, rodzaj ochrony: inny                                   |                                               |
| strona północna | | |                                               |
| Kamienica plac Powstańców Śląskich 13 | Kamienica plac Powstańców Śląskich 13 | około 1915 r. gez, rodzaj ochrony: inny                                                                               |                                               |
| Kamienica budynek biurowy ulica Bernarda Pretficza 7                                                                                             | Kamienica budynek biurowy ulica Bernarda Pretficza 7 | około 1915–1920 r. gez, rodzaj ochrony: inny                                                                          |                                               |
| Zespół budowlany Urzędu Finansowego, obecnie Zakładu Ubezpieczeń Społecznych ulica Bernarda Pretficza 11, ulica Łączności 8a, ulica Energetyczna | Zespół budowlany Urzędu Finansowego, obecnie Zakładu Ubezpieczeń Społecznych ulica Bernarda Pretficza 11, ulica Łączności 8a, ulica Energetyczna                                                                                          | lata 1924–1929 gez, rodzaj ochrony: inny                                                                              |                                               |
| 1 | Urząd Finansowy, obecnie siedziba Zakładu Ubezpieczeń Społecznych ulica Bernarda Pretficza 11 (ulica Bernarda Pretficza 9–11) | lata 1924–1929 (architekt Joseph Allescher) (1925 r.) rejestr zabytków, nr A/2267/503/Wm z dnia 15.01.1993 r.         |                                               |
| 2 | pawilon przy Urzędzie Finansowym, obecnie pomieszczenia gospodarcze i garaże przy Zakładzie Ubezpieczeń Społecznych, ulica Łączności 8a                                                                                                   | 1926 r. rejestr zabytków, nr A/2267/503/Wm z dnia 15.01.1993 r. (gez, rodzaj ochrony: inny)                           |                                               |
| | układ zieleni – zespół parkowo-ogrodowy | lata 1924–1929 rejestr zabytków, nr 503/Wm z 15.01.1993 r.; A/2267/503/Wm z 19.05.2010 r.                             |                                               |
| | zieleń komponowana – zespół parkowo-ogrodowy | lata 1924–1929 rejestr zabytków, nr 503/Wm z 15.01.1993 r.; A/2267/503/Wm z 19.05.2010 r.                             |                                               |
| 3 | fontanna na dziedzińcu dawnego urzędu finansowego, obecnie na dziedzińcu Zakładu Ubezpieczeń Społecznych ulica Bernarda Pretficza 11 | lata 20. XX wieku gez, rodzaj ochrony: inny                                                                           |                                               |
| Budynek mieszkalny ulica Bernarda Pretficza 15                                                                                                   | Budynek mieszkalny ulica Bernarda Pretficza 15 | około 1925–1930 r. gez, rodzaj ochrony: inny                                                                          |                                               |
| Budynek mieszkalny ulica Bernarda Pretficza 17                                                                                                   | Budynek mieszkalny ulica Bernarda Pretficza 17 | około 1925–1930 r. gez, rodzaj ochrony: inny                                                                          |                                               |
| Budynek mieszkalny ulica Bernarda Pretficza 39–43                                                                                                | Budynek mieszkalny ulica Bernarda Pretficza 39–43 | około 1920 r. gez, rodzaj ochrony: inny                                                                               |                                               |
| Budynek mieszkalny ulica Bernarda Pretficza 45–47                                                                                                | Budynek mieszkalny ulica Bernarda Pretficza 45–47 | około 1920 r. gez, rodzaj ochrony: inny                                                                               |                                               |
| Budynek mieszkalny ulica Krucza 102, 104, 106, 108                                                                                               | Budynek mieszkalny ulica Krucza 102, 104, 106, 108 | około 1920–1925 r. gez, rodzaj ochrony: inny                                                                          |                                               |
| strona południowa | | |                                               |
| Willa ulica Bernarda Pretficza 4 | Willa ulica Bernarda Pretficza 4 | około 1915 r. gez, rodzaj ochrony: inny                                                                               |                                               |
| Willa ulica Bernarda Pretficza 8 | Willa ulica Bernarda Pretficza 8 | około 1915–1920 r. gez, rodzaj ochrony: inny                                                                          |                                               |
| Willa ulica Bernarda Pretficza 10–12 | Willa ulica Bernarda Pretficza 10–12 | około 1915–1920 r. gez, rodzaj ochrony: inny                                                                          |                                               |
| Willa ulica Bernarda Pretficza 14–16 | Willa ulica Bernarda Pretficza 14–16 | przed 1924 r. gez, rodzaj ochrony: inny                                                                               |                                               |
| Willa ulica Bernarda Pretficza 22–24 | Willa ulica Bernarda Pretficza 22–24 | około 1920 r. gez, rodzaj ochrony: inny                                                                               |                                               |
| 1 | Zespół koszar, po 1945 r. zespół Śląskiego Okręgu Wojskowego, od 2012 r. Inspektoratu Wsparcia Sił Zbrojnych ulica Bernarda Pretficza 28 (ulica Sztabowa 28–30)                                                                           | lata 20. XX wieku, początek lat 30. XX wieku gez, rodzaj ochrony: inny                                                |                                               |
| 3 | Akademia Pedagogiczna i Komenda Garnizonu w zespole koszar, obecnie Klub Oficerski "Oko" Inspektoratu Wsparcia Sił Zbrojnych ulica Bernarda Pretficza 24                                                                                  | lata 1929–1932 (projekt Rudolfa Fernholz), po 1945 r. gez, rodzaj ochrony: inny                                       |                                               |
| 2 | Generalna Komendantura (dowództwo i sztab) VIII Śląskiego Korpusu Reichswehry, od 1935 r. – Wehrmachtu w zespole koszar, obecnie Gmach Inspektoratu Wsparcia Sił Zbrojnych ulica Bernarda Pretficza 28 (sąd wojskowy) (ulica Sztabowa 28) | 1928 r. (projekt Otto Rudolf Salvisberg) rejestr zabytków, nr A/5244 z dnia 23.05.2011 r. (gez, rodzaj ochrony: inny) |                                               |
| Cmentarz ewangelicki, obecnie park im. gen. Mariana Langiewicza ulica Gajowicka                                                                  | Cmentarz ewangelicki, obecnie park im. gen. Mariana Langiewicza ulica Gajowicka | 1815 r. (1958 r. likwidacja) gez, rodzaj ochrony: inny                                                                |                                               |

## Baza TERYT, EMUiA
Dane Głównego Urzędu Statystycznego z bazy TERYT, spis ulic (ULIC):
- województwo: DOLNOŚLĄSKIE (02)
- powiat: Wrocław (0264)
- gmina/dzielnica/delegatura: Wrocław (0264011) gmina miejska; Wrocław-Krzyki (0264039) delegatura; Wrocław-Fabryczna (0264029) delegatura
- Miejscowość podstawowa: Wrocław (0986283) miasto; Wrocław-Krzyki (0986544) delegatura; Wrocław-Fabryczna (0986290) delegatura[187]
- kategoria/rodzaj: ulica
- Nazwa ulicy: ul. Bernarda Pretficza (17481)[60][187].

## Znaczenie ulicy oraz elementów otoczenia
Sama ulica Bernarda Pretficza pierwotnie tworzyła w powiązaniu z ulicą Kamienną jedną z trzech głównych osi komunikacyjnych przedmieścia południowego przechodzących przez plac Powstańców Śląskich. Współcześnie ulicę ocenia się za istotną dla spójności przestrzeni publicznej osiedla i przypisuje się jej funkcję łącznika międzyosiedlowego. W zakresie przestrzeni publicznych wszystkie ulice otaczające park im. gen. Mariana Langiewicza tworzą lokalne centrum, a ulica Gajowicka, Mielecka i Krucza publiczną przestrzeń lokalną. W ramach powyższych przestrzeni lokalnych wyróżniającymi się są dwie ważne przestrzenie publiczne placu lub skrzyżowania: skrzyżowanie ulicy Bernarda Pretficza i Wróblej oraz ulicy Mieleckiej i Kruczej. Do miejsc i obiektów podnoszących rozpoznawalność oraz orientację w przestrzeni zalicza się oprócz wymienionych skrzyżowań, także park im. gen. Mariana Langiewicza, kompleks budynków wojskowych, park przy ulicy Sztabowej. Natomiast plac Powstańców Śląskich zaliczany jest do ogólnomiejskiego rdzenia przestrzeni publicznych.